# Rakky Ripper
Rakky Ripper, nom artístic de Raquel García Cabrerizo (Granada, 1995), és una cantant espanyola, qui va saltar a la fama el 2023 per competir al Benidorm Fest amb la seva cançó «Tracción».

## Carrera
Rakky Ripper va començar la seva carrera musical a l'edat de 15 anys, quan va començar a pujar cançons versionades a la plataforma en línia YouTube.
Després del llançament del seu primer EP, «Sugardaddy Summer Mixtape», Rakky es va presentar als càstings d'Operación Triunfo a Andalusia, però no va ser triada.
En 2019 va llançar el seu primer àlbum «Neptune Diamond», i es va convertir en una de les pioneres de l'hyperpop a Espanya.
El febrer de 2023 va competir en l'edició anual del Benidorm Fest, on es va posicionar última a la segona semifinal, malgrat desacords amb la productora. Entre el 16 i 18 de juny d'aquest mateix any Ripper va actuar en el festival Morrete Fest, a Logronyo.

## Discografia

### Senzills
| Any  | Títol                                        |
| ---- | -------------------------------------------- |
| 2019 | «R.I.P. Plantitas»                           |
| 2019 | «Glossy Club» amb Ivanka Dumb                |
| 2020 | «Cyberpet» amb PUTOCHINOMARICÓN i eurosanto  |
| 2020 | «Coyote»                                     |
| 2020 | «Coyote Beauty Brain Remix» amb Beauty Brain |
| 2021 | «Whatever»                                   |
| 2021 | «donde stas??»                               |
| 2021 | «ZIP» amb Chase Icon                         |
| 2022 | «Piscis»                                     |
| 2022 | «LOVE!!!!!!!!!!!!!!!!!!!!!!» amb OH!DULCEARi |
| 2022 | «La Corriente» amb Marta Sango               |
| 2022 | «SE QUEMÓ» amb Tauro                         |
| 2022 | «TOKYO» amb Swallow X                        |
| 2022 | «TRACCIÓN» amb Kickbombo                     |
| 2023 | «DURA» amb detunedfreq                       |
| 2023 | «SALVAR EL POP» amb Kickbombo                |
| 2023 | «Fall in Love» amb Vau Boy                   |
| 2023 | «RUIDO» amb RIZHA i detunedfreq              |
| 2023 | «ROTTEN» amb detunedfreq                     |
| 2024 | «Wonky» amb SONNIKU                          |
| 2024 | «libido» amb RIZHA                           |
| 2024 | «ADULTA Y FUNCIONAL» amb Marta Sango         |